# Ein Schnitzel für alle
Ein Schnitzel für alle ist ein deutscher Fernsehfilm der Schnitzel-Filmreihe aus dem Jahr 2013 und die Fortsetzung von Ein Schnitzel für drei aus dem Jahr 2009. In den Hauptrollen sind wieder Armin Rohde sowie Ludger Pistor zu sehen.

## Handlung
Wolfgang, gelernter Herrenausstatter, gut gekleidet und stets auf seine Kleidung sowie seine Wortwahl bedacht, hat wieder Arbeit. Er berät gutgläubig für die Firma Maxima Plus Finanz AG Rentner in Sachen Vermögensanlage und verspricht wortreich Renditen von elf Prozent. Sein Kumpel Günther – langzeitarbeitslos, Ex-Tierpfleger, bullig und grobschlächtig, vom Typ her genau das Gegenteil Wolfgangs – möchte gerne Robben in Kanada vor dem Abschlachten retten. Dafür hat er 60 Stunden Englisch in der Volkshochschule absolviert und weiß alles über Kanada.
Das Einzige, was ihm zu seinem Glück fehlt, ist Geld. Er hofft so sehr, dass ihm das Arbeitsamt den Reisekostenzuschuss bewilligt. Frau Radermacher vom Jobcenter macht ihm aber einen Strich durch die Rechnung. Gnadenlos vermittelt sie ihm einen 1,50-Euro-Job als Fahrer und Hilfe in einer Behinderten-WG. Die Einwohner sind Tina, der renitente Teenager mit Down-Syndrom, Robert, der im Rollstuhl sitzt, und Hans, ein Autist mit Asperger-Syndrom. Da die Betreuerin Urte an einem Virus erkrankt ist, muss sich Günther direkt an seinem ersten Tag allein um das Trio kümmern. Zwischenzeitlich erfährt Wolfgang durch die Medien von den betrügerischen Machenschaften der Firma Maxima Plus Finanz AG. Sein Problem ist, dass er sich in Erwartung seiner hohen Provision schon einiges gegönnt hat und somit einige Miese auf seinem Konto hat. Seine Frau darf davon nichts erfahren.
Günther findet sehr schnell die rettende Lösung für ihre Geldprobleme. Hans kann aufgrund seines Asperger-Syndrom die Logik von zufälligen Zahlenreihen erkennen. Er liebt exakte Tagesabläufe und hat ein besonderes Gespür für die richtigen Zahlen beim Roulette. Wolfgang, Günther und die drei WG-Bewohner kleiden sich elegant ein, packen sich die Spendengelder von Wolfgangs werter Gattin ein und das Töchterchen gleich mit und gehen zusammen ins Casino und erleben dabei einige spannende Situationen.

## Kritik
„Wenn eine Komödie aussieht, als würde Loriot eine britische Sozialkomödie drehen, dann ‚Ein Schnitzel für alle‘. Ohne klischeehaft zu wirken, gelingt eine großartige, schwarzhumorige Milieustudie des Ruhrgebiets.“

„Unwiderstehlich charmante Komödie...Allein schon die prächtigen Dialoge machen diesen Film unbedingt sehenswert. Aber er besitzt noch weitere Stärken!“

## Fortsetzungen
- 2017: Schnitzel geht immer
- 2019: Schnitzel de Luxe